# Faiveley
La Faiveley, oggi Faiveley S.A., è un'azienda multinazionale di produzione e fornitura di accessori ferroviari per ferrovie e locomotive elettriche; è conosciuta universalmente come produttrice di pantografi monobraccio per locomotori e treni elettrici.

## Storia
Il primo stabilimento di produzione venne creato a Saint-Ouen (Senna-Saint-Denis) da Louis Faiveley nel 1919. Nel 1930 tra le altre produzioni furono presentati i dispositivi per le porte scorrevoli dei rotabili ferroviari. Nel 1935 la Faivelay da ditta individuale si trasformò in società anonima. La sua produzione di dispositivi per la captazione di corrente si specializzò sempre più e nel 1955 il suo monobraccio fu protagonista del record mondiale di velocità a 331 km/h. Negli anni sessanta la Faivelay s.a. entrò nella produzione dei sistemi elettronici di bordo dei rotabili ferroviari e negli anni settanta sviluppò il pantografo modello AMDE per alta velocità. Da quegli anni i pantografi Faivelay divennero tra i componenti essenziali dei record di velocità dei TGV.
L'acquisizione di ulteriori settori di produzione a partire dagli anni sessanta fu accompagnata dall'espansione del marchio in altri paesi europei e del mondo. La società è presente con proprie filiali o stabilimenti in Spagna, Brasile, Italia, USA e in Giappone.
Nel mese di dicembre del 2016 la società passa sotto il controllo del gruppo americano Wabtec.

## Alcuni stabilimenti
- Amiens
- Witten
- Tarragona
- Piossasco (Torino)